# Ella Tripp
Ella Kate Tripp (nacida como Ella Kate Miles, Shrewsbury, 7 de noviembre de 1976) es una deportista británica que compitió en bádminton para Inglaterra. Ganó una medalla de bronce en el Campeonato Europeo de Bádminton de 2002, en la prueba de dobles.

## Palmarés internacional
| Representando a Inglaterra |                |                   |        |
| Campeonato Europeo         |                |                   |        |
| Año                        | Lugar          | Medalla           | Prueba |
| 2002                       | Malmö (Suecia) | Medalla de bronce | Dobles |